# National Challenge Cup de 1982
A National Challenge Cup de 1982 foi a 69ª temporada da competição futebolística mais antiga dos Estados Unidos. Maccabi Los Angeles entra na competição defendendo o título.
O campeão da competição foi o New York Pancyprian-Freedoms, conquistando seu primeiro título, e o vice campeão foi o Maccabi Los Angeles.

## Participantes
| Entram na Primeira Fase                              |
| - New York Pancyprian-Freedoms - Maccabi Los Angeles |

## Premiação
| National Challenge Cup de 1982                   |
| ------------------------------------------------ |
| New York Pancyprian-Freedoms Campeão (2º título) |